# تقابل (منطق)
المتقابلان هما اللذان لا يجتمعان في شيء واحد من جهة واحدة. قيد بهذا ليدخل المتضايفان في التعريف، لأن المتضايفين، كالأبوة والبنوة، قد يجتمعان في موضع واحد، كزيد مثلا، لكن لا من جهة واحدة بل من جهتين، فإن أبوته بالقياس إلى ابنه، وبنوته بالقياس إلى أبيه؛ فلو لم يقيد التعريف بهذا القيد لخرج المتضايفان عنه، لاجتماعهما في الجملة.
والمتقابلان أربعة أقسام: الضدان، والمتضايفان، والمتقابلان بالعدم والملكة، والمتقابلان بالإيجاب والسلب.
ذلك لأن المتقابلين لا يجوز أن يكونا عدمين، إذ لا تقابل بين الإعدام، فإما أن يكونا وجوديين، أو يكون أحدهما وجوديا والآخر عدميا؛ فإن كانا وجوديين، فإما أن يعقل كل منهما بدون الآخر، وهما الضدان، أو لا يعقل كل منهما إلا مع الآخر وهما المتضايفان، وإن كان أحدهما وجوديا والآخر عدميا، فالعدمي إما عدم الأمر الوجودي عن الموضوع القابل، وهما المتقابلان بالعدم والملكة، أو عدمه مطلقا، وهما المتقابلان بالإيجاب والسلب.
والمتقابلان بالإيجاب والسلب هما أمران: أحدهما عدم الآخر مطلقا، كالفرسية و«اللا فرسية [عدم الفرسية]». والمتقابلان بالعدم والملكة، أمران: أحدهما وجودي والآخر عدمي، وذلك الوجودي لا مطلقا بل من موضوع قابل له، كالبصر والعمى، والعلم والجهل، فإن العمة عدم البصر عما من شأنه البصر، والجهل عدم العلم عما من شأنه العلم.